# Liste der Monuments historiques in Montigny-devant-Sassey
Die Liste der Monuments historiques in Montigny-devant-Sassey führt die Monuments historiques in der französischen Gemeinde Montigny-devant-Sassey auf.

## Liste der Objekte
| Bezeichnung                                   | Beschreibung | Standort                       | Kennzeichnung | Schutzstatus | Datum | Bild |
| --------------------------------------------- | --- | ------------------------------ | ------------- | ------------ | ----- | ---- |
| Nikolausaltar                                 | Altartisch, Retabel und Gemälde; Holz sowie Ölfarbe auf Leinwand, 17. Jahrhundert; vermutlich aus dem Kloster St-Vanne in Verdun, im Ersten Weltkrieg zerstört | in der Kirche St-Martin (Lage) | PM55001268    | Classé       | 1913  |      |
| Wandgemälde der Apostel Philippus und Jakobus | aus dem 16. Jahrhundert; im Ersten Weltkrieg zerstört | in der Kirche St-Martin (Lage) | PM55001269    | Classé       | 1913  |      |
| Skulptur Heilige Agatha                       | Holz, 16. Jahrhundert; im Ersten Weltkrieg zerstört | in der Kirche St-Martin (Lage) | PM55001265    | Classé       | 1913  |      |
| Skulptur Heiliger Dominikus                   | Holz, 17. Jahrhundert; im Ersten Weltkrieg zerstört | in der Kirche St-Martin (Lage) | PM55001266    | Classé       | 1913  |      |
| Skulptur Madonna mit Kind                     | Stein, 14. Jahrhundert; im Ersten Weltkrieg zerstört | in der Kirche St-Martin (Lage) | PM55001267    | Classé       | 1913  |      |